# Прасун
Прасу́н (васи-вари, прасуни) — один из языков Афганистана, наиболее изолированный из нуристанских языков. На прасун говорит народность васи, проживающая в нескольких деревнях в долине реки Прасун.
Количество говорящих составляет около 8000 человек (2011).
Относится к нуристанской группе индоиранской ветви индоевропейских языков.